# 기아 트라벨로
기아 트라벨로는 기아자동차에서 생산하였던 승합차이다.

## 상세

### 트라벨로(2006년2월~2019년)

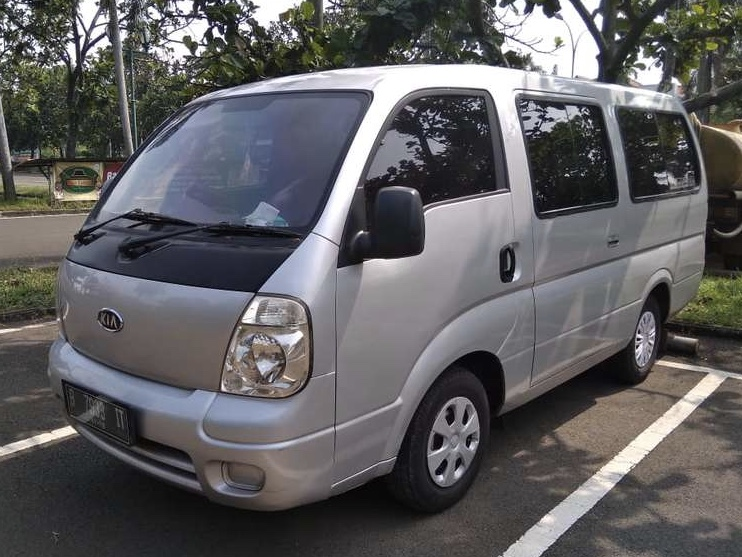
기아 트라벨로 (전기형) 정측면

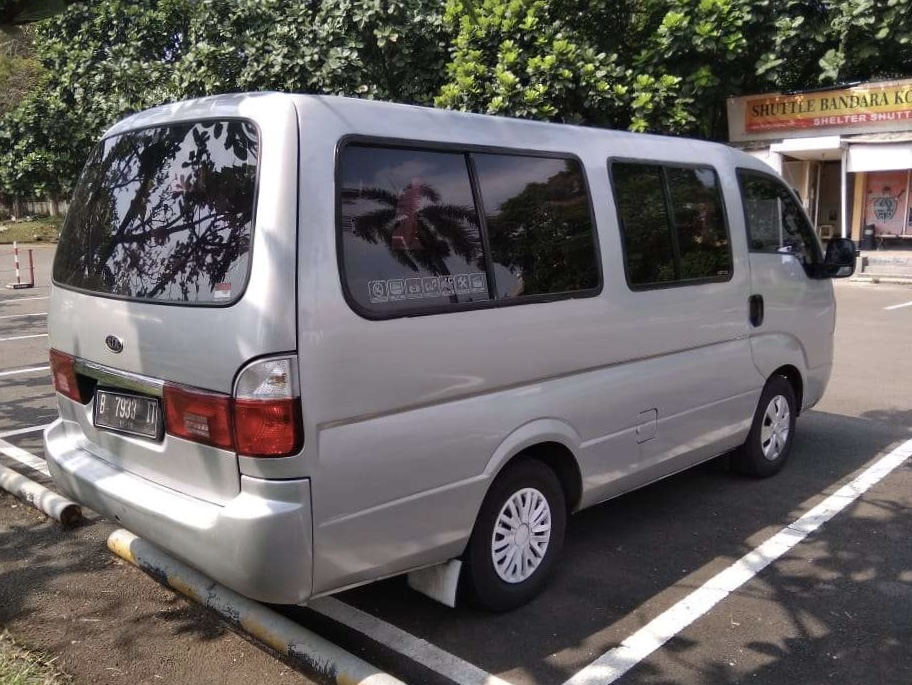
기아 트라벨로 (전기형) 후측면

2006년 2월 인도네시아에서 출시되었으며, 기아 봉고 밴의 후속 모델이다. 전면부는 봉고 3의 마스크를 적용하였으며, 후면부는 봉고 밴과 같다. 2012년 봉고 3와 동시에 페이스리프트를 거쳤으며 2019년에 후속 차종 없이 단종되었다. 다만 2025년에 기아가 PV5라는 실질적 후계 차량 출시를 확정한 상태다.

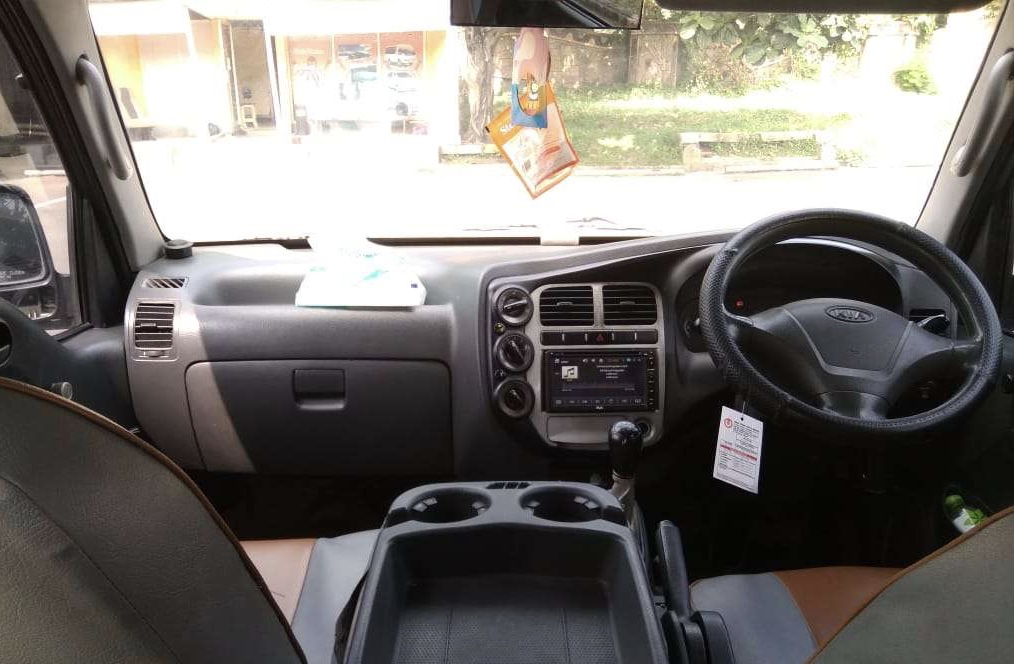
기아 트라벨로 (전기형) 실내

## 경쟁 차량
- 현대자동차 - 스타렉스
- 토요타 - 하이에이스